# NGC 4571
NGC 4571 is een spiraalvormig sterrenstelsel in het sterrenbeeld Hoofdhaar. Het hemelobject werd op 14 januari 1787 ontdekt door de Duits-Britse astronoom William Herschel.

## Synoniemen
- IC 3588
- IRAS 12344+1429
- UGC 7788
- ZWG 70.194
- MCG 2-32-156
- VCC 1696
- PGC 42100